# 서우징마오역
서우징마오역(중국어: 首经贸站)은 중화인민공화국 베이징시펑타이구 신춘 가도(新村街道)의 서우징마오 북로·팡페이로 교차로에 위치한 베이징 지하철 10호선과 팡산선의 환승역이다.
10호선은 2012년 12월 30일 10호선 2단계 개통과 함께 개장하였고, 팡산선은 팡산선 북부 연장과 함께 2020년 12월 31일 개통되었다.

## 위치
이 역은 서우징마오 북로(동서 방향)와 팡페이로(남북 방향)의 교차점에 위치하고 있으며 10호선 역은 교차로의 서쪽에 위치하고 동서 방향으로 배치되어 있다. 팡산선 역은 교차로의 북쪽에 위치하며 남북 방향으로 배치되어 있다.

## 역 구조
이 역은 팡산선의 북쪽 연장을 대비하여 건설된 3층 건물의 지하역이다. 10호선은 승강장 폭 14m, 총 프로젝트 길이 490.8m의 섬식 승강장으로 설계되었다. 역에는 총 8개의 출입구가 있다.

### 층별 구조

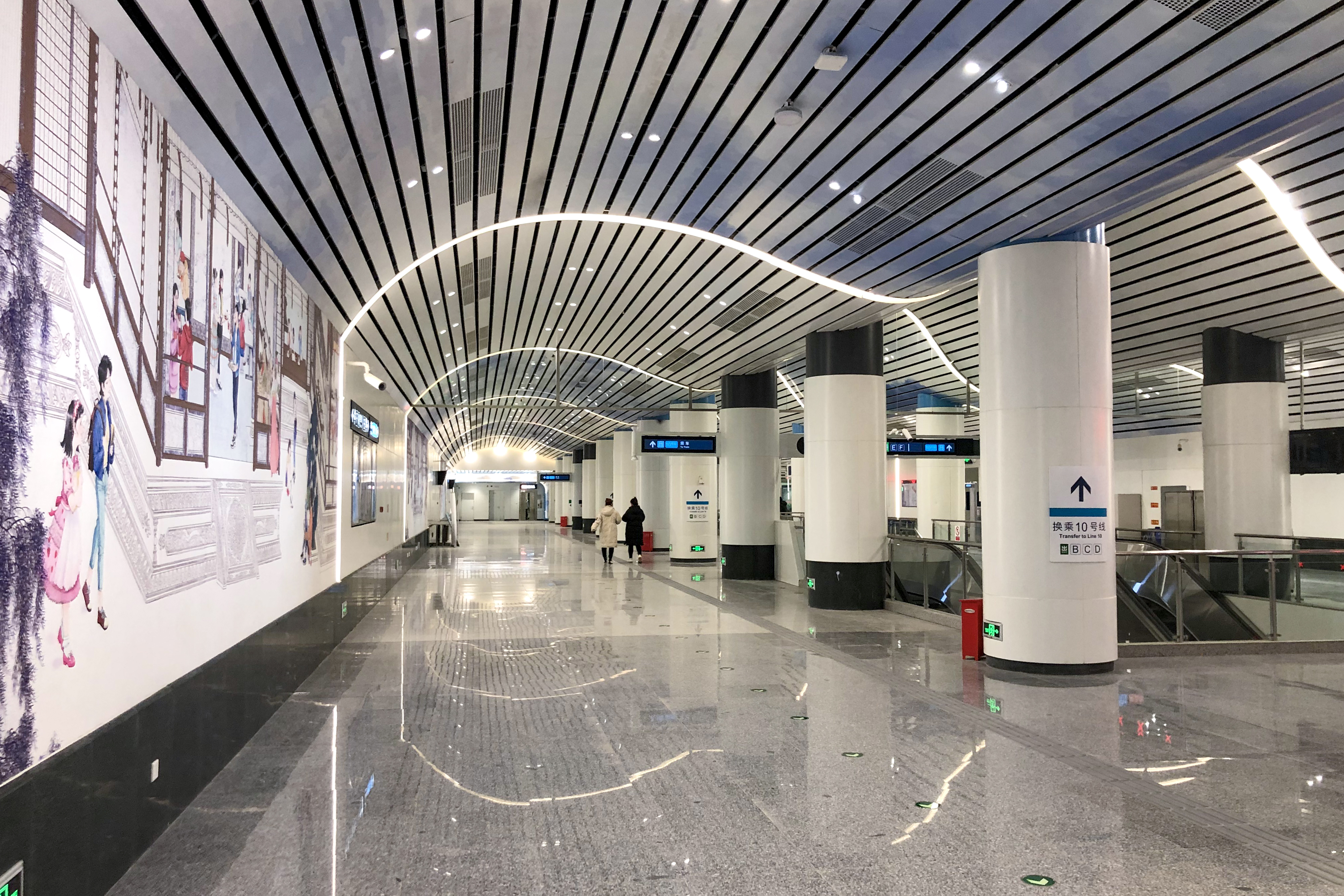
팡산선 대합실(2021년 1월 촬영)

| 지면층                    | 가도                            | B—F출입구                           |
| 지하 1층 10호선 대합실 층 | 대합실                          | 고객센터, 자동 발권기, 출입 게이트  |
| 지하 3층 10호선 승강장    | ←                               | ■ 10호선 내선 순환 (펑타이)         |
| 지하 3층 10호선 승강장    | 섬식 승강장, 왼쪽 출입문이 열림 |                                     |
| 지하 3층 10호선 승강장    | →                               | ■ 10호선 외선 순환 (지자먀오)       |
| 지하 4층 팡산선 대합실 층 | 대합실                          | 고객센터, 자동 발권기, 출입 게이트  |
| 지하 5층 팡산선 승강장    | ←                               | ■ 팡산선 둥관터우난 방면(시·종착역) |
| 지하 5층 팡산선 승강장    | 섬식 승강장, 왼쪽 출입문이 열림 |                                     |
| 지하 5층 팡산선 승강장    | →                               | ■ 팡산선 옌춘 동 방면(화샹둥차오)   |

### 대합실 및 환승

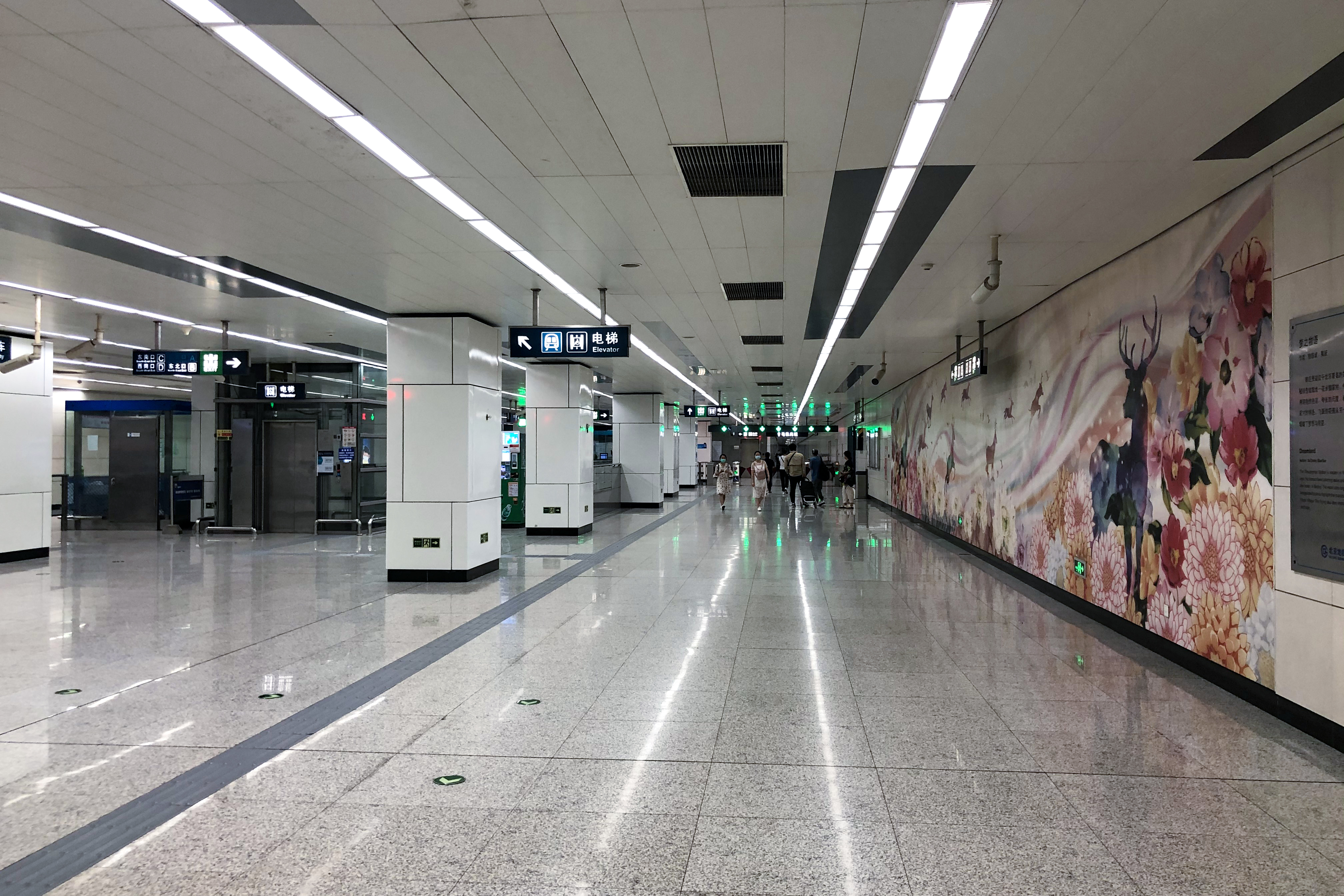
10호선 로비(2020년 6월 촬영)

10호선 대합실은 서우징마오 북로(首经贸北路)를 따라 동서 방향으로 배치되어 있으며 대합실 북쪽에 팡산선과 10호선 사이의 환승 통로가 있다. 팡산선 대합실은 팡페이로(芳菲路)를 따라 남북 방향으로 배치되어 있으며 동쪽에 3개의 벽화가 있다. 남쪽에는 10호선 대합실로 이어지는 환승 통로가 있다. 10호선에서 팡산선으로 환승하려면 10호선 승강장 동쪽 계단을 내려가 팡산선 승강장으로 이동해야 한다. 원래 10호선에 설치되었던 벽화 "꿈의 이야기"는 팡산선 역 개통 후 10호선과 팡산선 간 환승 통로로 옮겨졌다.

### 승강장
10호선은 1면 2선식 섬식 승강장으로 설계되었고, 승강장 동쪽에 팡산선 승강장으로 연결되는 계단이 있다. 팡산선 승강장은 팡페이로 지하에 위치한 1면 2선식 섬식 승강장의 구조이다. 10호선 승강장 서쪽 끝에 건넘선이 있고, 팡산선 승강장 남쪽 끝에 단일 건넘선이 존재한다.

## 출입구
|                         |                                                    |                             |      |             |
|                         |                                                    |                             |      |             |
| 출구                    | 지시                                               | 출구 인근                   | 사진 | 무장애 시설 |
| ■ 10호선 역사 연결      |                                                    |                             |      |             |
| 出口 · B                | 팡페이로(芳菲路)                                   |                             |      |             |
| 出口 · C                | 팡페이로(芳菲路)                                   |                             |      | 빈칸        |
| 出口 · D                | 서우징마오 북로(首经贸北路)                        |                             |      |             |
| ■ 팡산선 역사 연결      |                                                    |                             |      |             |
| 出口 · E                | 팡페이로(芳菲路) 동측, 서우징마오 북로(首经贸北路) | 유페이위안 동리(育菲园东里) |      |             |
| 出口 · F                | 팡페이로(芳菲路) 서측, 서우징마오 북로(首经贸北路) | 완팡위안 1구(万芳园一区)    |      | 빈칸        |
| 아이콘 설명: 엘리베이터 |                                                    |                             |      |             |